# Гудаури
Гудау́ри (груз. გუდაური) — село, центр туризма и горнолыжный курорт, расположенный на южных склонах Большого Кавказского хребта в Казбегском муниципалитете Грузии, на Военно-Грузинской дороге, неподалёку от Крестового перевала на высоте 2150 м над уровнем моря (самый высокогорный населённый пункт на дороге). В Российской империи считался самым холодным населённым пунктом на Кавказе из тех, где ведутся наблюдения.
Расстояние от Гудаури до Тбилиси составляет около 120 км, и проезд занимает около 2 часов на автомобиле.

## История
Упоминания Гудаури и Крестового перевала встречаются в источниках уже с XVIII—XIX веков (Николай Нефедьев, М. Ю. Лермонтов, Александр Дюма и другие), в связи с прохождением здесь важнейшей транспортной магистрали. С началом реконструкции Военно-Грузинской дороги русской администрацией в Гудаури были устроены путевая станция Гудаур.
Сохранились фотографии туннеля на участке Гудаури-Коби, почтовой станции Гудаури I, рисунок Лермонтова М. Ю. «Развалины на берегу Арагвы» с изображением мистического замка-крепости, который по виду и описаниям напоминает место, находящееся на противоположной Гудаури стороне ущелья в верховьях реки Белая Арагви. Извилистый Млетский серпантин в своих записях описывает Александр Дюма.
По мнению литературоведов, Гудаури является одним из возможных источников происхождения придуманного Лермонтовым имени князя Гудала в «Демоне».
Развитие горнолыжного курорта Гудаури началось в 1975—1985 гг. и продолжается по настоящее время. Лыжный сезон начинается в декабре и длится до апреля, средняя толщина снежного покрова зимой достигает 1.5 метров. Трассы оборудованы подъёмниками, нижняя станция на высоте 1990 метров, верхняя — на высоте 3307 метров (высшие точки гора Садзеле и гора Кудеби).

## Спорт и развлечения
- Школа горных лыж и сноуборда.
- Спидрайдинг — школа и места для тренировок.
- Сноукайтинг.
- Полёты на параплане с инструктором, обучение полётам.[5]
- Школа фрирайда.
- Скитуринг.
- Хелиски.

## ЧП на канатной дороге 16 марта 2018 года
16 марта 2018 года на одной из канатных дорог курорта произошла её остановка (из-за перепада электрического напряжения), и, затем, из-за ошибки оператора подъемника, канатная дорога начала (с примерно удвоенной скоростью) двигаться в обратном направлении, сиденья с людьми начали на большой скорости спускаться с горы, разгоняясь под силой собственного веса. Одно сиденье сломалось о нижнюю станцию подъемника на повороте, и в эту преграду стали врезаться другие кресла. Большинство лыжников успели спрыгнуть с кресел ещё до того, как доехали до станции, другие же были выброшены из кресел во время разворота. Дорогу удалось остановить спустя, примерно, две минуты после начала поломки. В результате серьёзно пострадали 11 человек, несколько человек оказались под завалом из кресел.

## Отравление угарным газом
14 декабря 2024 года 12 человек были найдены мертвыми в индийском ресторане в Гудаури. Причина их смерти — отравление угарным газом.